# Heliconius confluens
Heliconius confluens är en fjärilsart som beskrevs av Heinrich Neustetter 1928. Heliconius confluens ingår i släktet Heliconius och familjen praktfjärilar. Inga underarter finns listade i Catalogue of Life.